# Brothertown Indians

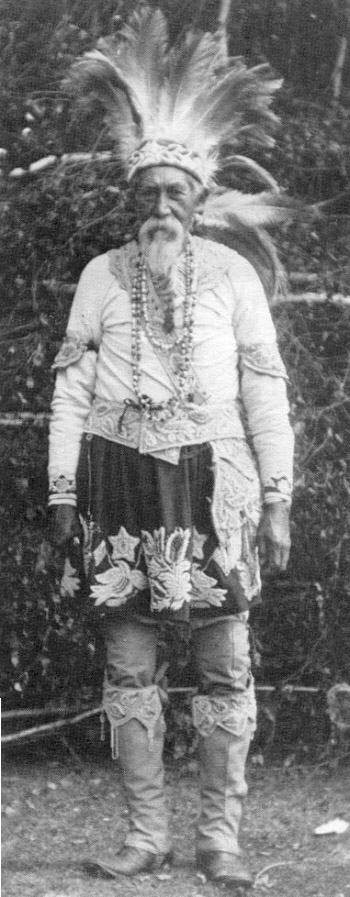
Lester Skeesuk (Brothertown Indian), ca. 1920

Die Brothertown Indians (auch: Brotherton) waren ein „Indianerstamm“, der sich im späten 18. Jahrhundert aus Indianern der so genannten  „Praying Indians“ (Moravian Indians) gebildet hatte. Heute hat der Stamm seinen offiziellen Sitz in Wisconsin.
Der Indianerstamm bildete sich im späten 18. Jahrhundert aus Gruppen christianisierter Pequot und Mohegan (Algonkin) des südlichen Neuengland und östlichen Long Island. In den 1780ern, nach dem Amerikanischen Unabhängigkeitskrieg, emigrierten sie von Neuengland ins Hinterland des New York State, wo sie sich bei den Irokesen der Oneida in Oneida County ansiedelten.
Unter dem Druck der Bundesregierung zogen die Brothertown Indians, zusammen mit den Stockbridge-Munsee und einigen Oneida, in den 1830ern weiter nach Wisconsin, indem sie mit Booten die Großen Seen überquerten. 1839 waren sie der erste Stamm in den Vereinigten Staaten, der die amerikanische Staatsbürgerschaft und Zuteilung ihres gemeinsam verwalteten Landes an individuelle Haushalte annahmen, um nicht weiter nach Westen abgedrängt zu werden. Die meisten der benachbarten Oneida und viele Lenape (Delaware) wurden ins Indianer-Territorium (im heutigen Oklahoma) umgesiedelt.
Die Brothertown Indians reichten 2005 eine Petition ein um bundesrechtliche Anerkennung als Stamm zu erhalten. Das Bureau of Indian Affairs lehnte die Anerkennung jedoch ab. Im September 2012, in der endgültigen Entscheidung zur Brothertown Petition, erklärte der ausführende Assistant Secretary, dass die Gruppe schon vorher eine Beziehung zu den Vereinigten Staaten hatte, aber, dass ihr Stammesstatus durch den Erlass von 1839 endgültig beendet sei und nur durch einen neuen Erlass des Congress der Status geändert werden könne. Die Brothertown Indians kämpfen jedoch weiter um bundesrechtliche Anerkennung.
Sie gehören zu den elf Stämmen, die in Wisconsin ansässig sind, wobei sie als einzige keine Bundesstaatliche Anerkennung haben. Der Stamm umfasste 2013 etwa 4.000 Mitglieder.

## Geschichte

### Entstehung in Neuengland

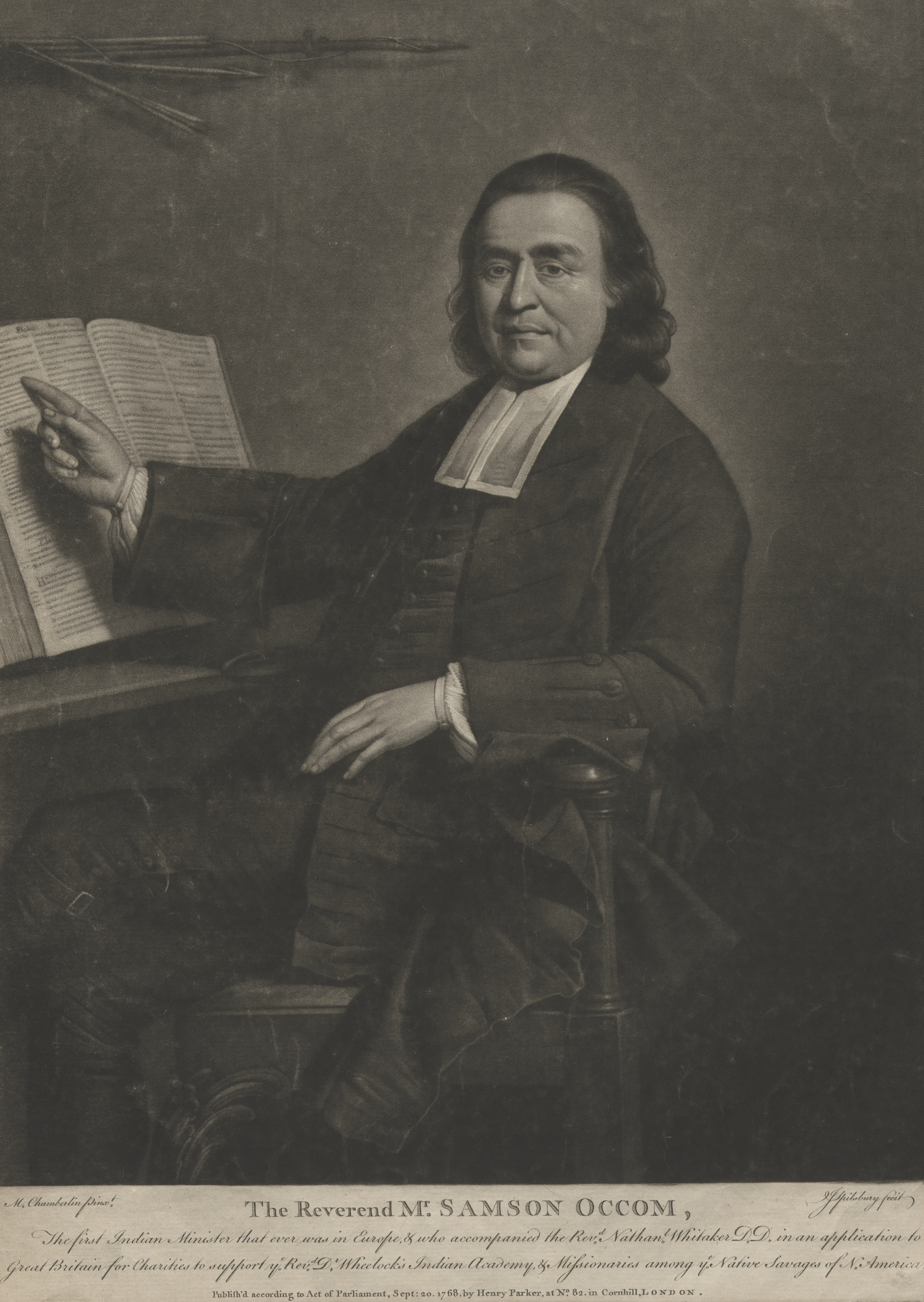
Rev. Samson Occom, der Gründer des Stammes.

Die Brothertown Indian Nation (Eeyamquittoowauconnuck) wurde von drei Anführern der Mohegan und Pequot aus Neuengland und Long Island gegründet: Samson Occom (Mohegan), einem presbyterianischen Geistlichen der Neuengland-Indianer und Fundraiser für Moor's Indian Charity School, seinem Schwiegersohn Joseph Johnson (Mohegan), der für General George Washington während der Amerikanischen Revolution als Bote gearbeitet hatte; und Occoms Schwager David Fowler (Montauk, Pequot). Sie gründeten aus Gruppen verschiedener Indianer, die dem Untergang durch Krankheiten, Kolonialismus und Krieg entgangen waren, einen neuen Stamm. Zu den Stammesangehörigen gehörten daraufhin auch Narragansett und Montaukett.
Als Gründungsdatum gilt der 7. November 1785, als nach dem Amerikanischen Unabhängigkeitskrieg die Überreste der so genannten „Christian Tribes“ aus Massachusetts, Connecticut, Rhode Island und Long Island sich zusammenschlossen. Die Mitglieder entstammten den Mohegan, Pequot von Groton, Massachusetts; Pequot von Stonington, Connecticut; Narragansett, Niantic und Tunxis von Farmington, sowie den Montaukett (einem Pequot-Clan) von Long Island. Unter dem Druck durch die siegreichen Siedler, die nach Westen drängten, begannen sie in den 1780ern in Gebiete umzusiedeln, die ihnen von den Oneida (Irokesen), in der Nähe von Waterville, New York, im Oneida County zur Verfügung gestellt wurde, wo sie sich auch konstituierten. Als Verbündete der Patrioten hatten die Oneida die Erlaubnis in einem kleinen Reservat im Staat New York zu bleiben, aber aufgrund von Feindseligkeiten, die von vier der Irokesenstämme ausgingen, die sich während des Krieges mit den Briten verbündet hatten und weil die Siedler immer mehr Land beanspruchten, zwang die Regierung von New York und die Bundesregierung die Stämme weiter nach Westen zu ziehen und sich westlich des Mississippi River anzusiedeln.
In den 1830ern verkaufte die Brothertown Indian Nation ihr Land an den Staat New York und erwarb Land in Wisconsin. Dort gedieh der Stamm und wuchs auf 3200 Mitglieder im 21. Jahrhundert.

### Verträge und Wegzug nach Westen
1821 unterzeichneten mehrere Stämme aus dem Gebiet des heutigen Staates New York einen Vertrag mit der Bundesregierung und erwarben Landgebiete mit einer Fläche von 860.000 acre (3.500 km²) in Wisconsin. 1822 erwarb eine weiter Delegation zusätzlich 6.720.000 acre (27.200 km²), ein Gebiet, das beinahe die gesamte Ostküste des Michigansee umfasste. Die Brothertown Indians erhielten von diesem Land ca. 153.000 acres (620 km²) entlang des Südostufers des Fox River, in der Nähe der heutigen Gemeinden Kaukauna und Wrightstown. Einige der anderen Stämme fühlten sich von der Bundesregierung übervorteilt. Daraufhin wurde der Vertrag acht Jahre lang heiß diskutiert und niemals vom Senat der Vereinigten Staaten ratifiziert.
Die Bundesregierung erreichte eine Einigung durch drei Verträge, die 1831 und 1832 unterzeichnet wurden. Die Einigung mit den Brothertown Indians bestand in einem Tausch der früher vereinbarten Ländereien gegen ein Gebiet mit 23.040 acre (93 km²), die heute als Town of Brothertown im Calumet County an der Ostküste des Lake Winnebago bezeichnet werden.

### Emigration nach Wisconsin
Die Anführer der Brothertown Indians führten den Umzug nach Westen an, damit sie friedlich in Entfernung von den europäisch-amerikanischen Einflüssen leben konnten. Sie schlossen sich damit ihren Nachbarn, den Oneida und den Stockbridge-Munsee an. Fünf Gruppen der Brothertown People kamen auf Schiffen durch den Hafen von Green Bay zwischen 1831 und 1836 nach Wisconsin, nach einer Reise über die Große Seen. Sofort nach der Ankunft begannen die Indianer, ihr gemeinschaftliches Land zu roden und mit der Landwirtschaft, dann erbauten sie eine Kirche bei Jericho. Eine weitere Siedlung mit dem Namen Eeyamquittoowauconnuck, die später in Brothertown umbenannt wurde. Als deutlich wurde, dass das Land fruchtbar war, schlug die Bundesregierung bald darauf vor, die Brothertown-Indianer weiter nach Westen umzusiedeln ins Indian Territory im heutigen Kansas, was durch den Indian Removal Act autorisiert wurde.
1834 erbat die Brothertown Indian Nation daraufhin das US-amerikanische Bürgerrecht und die Zuteilung des Landes auf die Einzelpersonen des Stammes (was vorher als Stammesland eingestuft war) um einen weiteren Umzug nach Westen zu verhindern. Am 3. März 1839 verabschiedete der Kongress einen Erlass, durch welchen den Brothertown Indians die Staatsbürgerschaft gewährt wurde. Sie waren damit die ersten Indianer, die sie offiziell annahmen. Ein Stammesmitglied, William Fowler diente in der Territorial Legislative Assembly des Wisconsin-Territoriums; zwei andere, Alonzo Dick und William H. Dick, waren Mitglied der Wisconsin State Assembly und damit die ersten Nicht-Europäer in dieser Funktion. Mehrere Stammesmitglieder übernahmen Ämter im Calumet County, auch nachdem die Brothertowners nicht mehr die Mehrheit im County hielten. Obwohl William H. Dick 1871 nochmals wieder gewählt wurde, waren Brothertowner nur noch auf lokaler Ebene politisch aktiv.
Der Stamm gab jedoch seine Souveränität für die Staatsbürgerschaft nicht auf. Das Bureau of Indian Affairs bestätigte wiederholt, dass die Staatsbürgerschaft und Souveränität nicht gegenseitig exklusiv sind. Alle Indianer sind mittlerweile Staatsbürger und die Bundesregierung hat ca. 365 souveräne Indian Tribes anerkannt. 1878 gab es ein Treffen zwischen der Bundesregierung und den Brothertowners. Darin wurde festgelegt, dass der Stamm Land freigeben solle, welches bisher nicht an Stammesmitglieder vergeben worden war, da die Bundesregierung das Land an Deutsche Immigranten verkaufen wollte, um sie in Wisconsin anzusiedeln.

## Bundesrechtliche Anerkennung

### Termination Policy
Im Zuge der Indian Termination Policy, welche die US-Regierung in den 1940ern begann und bis in die 1960er verfolgte, wurden mehrere ehemalige Stämme aus dem Gebiet von New York zur „Termination“ bestimmt. Die Bundesregierung wollte damit die speziellen Verpflichtungen gegenüber den Stämmen ablösen. Am 21. Januar 1954 gab ein Memo des Department of the Interior das ein Gesetz zur Termination vorbereitet wurde, welches „etwa 3600 Mitglieder des Oneida-Stammes in Wisconwin betrifft.“ Ein weiteres Memo des Department of the Interior mit dem Titel „Indian Claims Commission Awards Over $38.5 Million to Indian Tribes in 1964“ bezeichnet die „Emigrant Indians of New York“ als „Oneida Nation of Wisconsin“, „Stockbridge-Munsee“, und „Brotherton Indians of Wisconsin“.
Im Bemühen, die Termination abzuwenden und die Regierung zu einer Anerkennung der fraglichen Landrechte zu zwingen, begannen die drei Stämme bereits in den 1950ern Rechtsmittel einzulegen. Ein Ergebnis eines Prozesses um Ansprüche gegenüber der Indian Claims Commission erhielt die Gruppe eine Entschädigung in Höhe von $1.313.472,65 am 11. August 1964. Um die Gelder zu verteilen verabschiedete der Kongress das Public Law 90-93  81 Stat. 229 „Emigrant New York Indians of Wisconsin Judgment Act“ und erstellte Personenlisten von den Mitgliedern der drei Gruppen um festzustellen, welche Stammesmitglieder wenigstens ein viertel „Emigrant New York Indian blood“ vorweisen können. das Gesetz verwies die Stammesverantwortlichen der Oneida und der Stockbridge-Munsee, sich an das Secretary of the Interior zu wenden, um eine Verteilung der Gelder zu bewilligen und dadurch die Termination Efforts für diese Stämme zu beenden. Im Bezug auf die Brothertown Indians ermöglichte das Gesetz dagegen, auch wenn das Gesetz nicht ausdrücklich sagte, dass sie „terminated“ seien, die direkte, personenbezogene Auszahlung an alle gelisteten Personen mit besonderen Auflagen für Minderjährige, die vom Sekretariat beachtet werden mussten, auch wenn die Zahlungen nicht zu den Mitteln aus Bundessteuern gehörten. Eine Bedingung für die Entschädigungszahlungen war, dass die Stämme ihre Mitgliederlisten aktualisieren sollten.

### Wiederbelebung

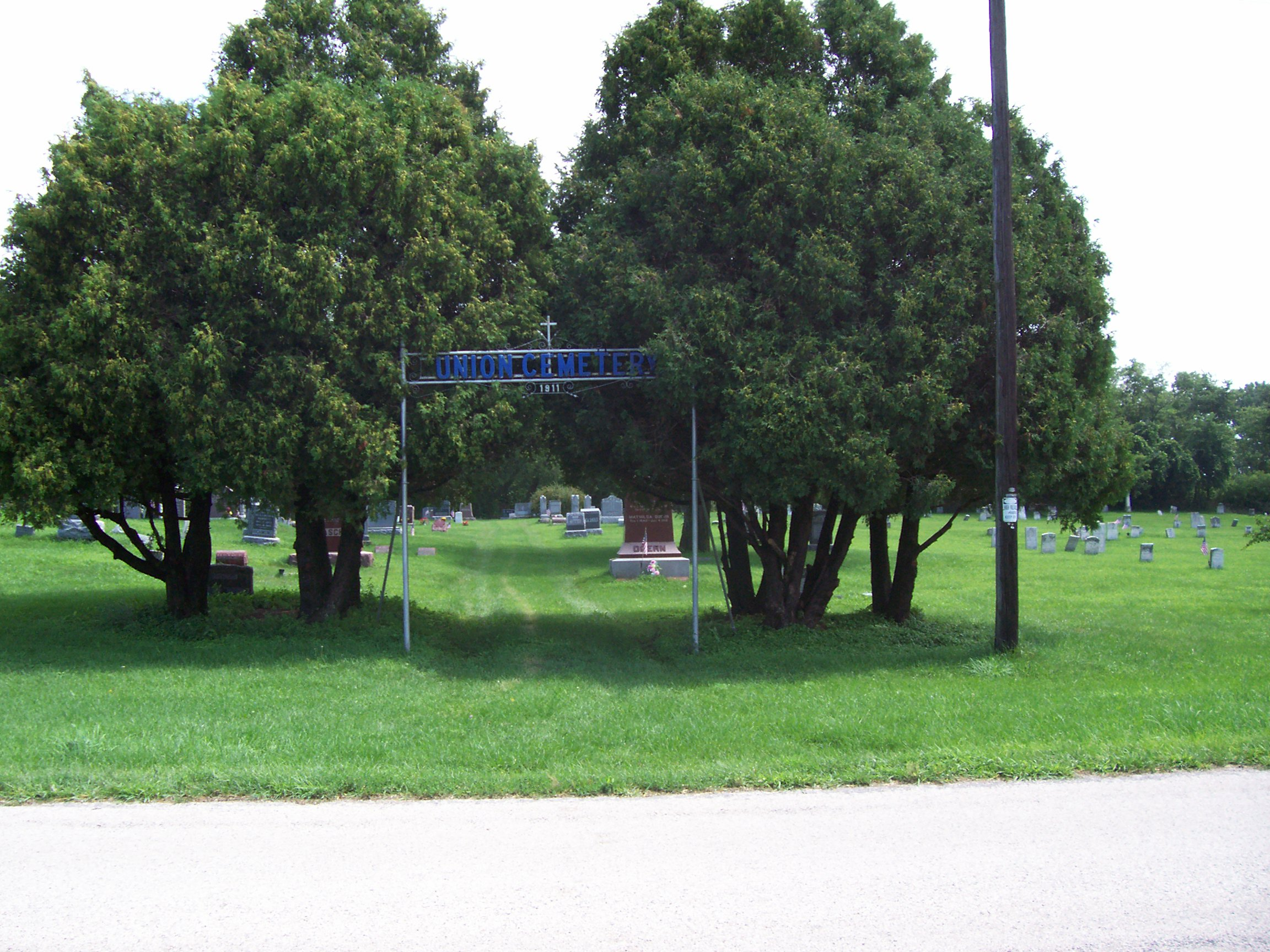
Union Cemetery in Brothertown, Wisconsin.

1978 entwickelte die Bundesregierung Richtlinien für Stämme, die ihre Anerkennung während der Zeit der Termination Policy verloren hatten, um ihnen die Möglichkeit zu geben, ihre Bundesrechtliche Anerkennung wiederzugewinnen. Die Brothertowners reichten noch im selben Jahr ihre erste Petition ein, worin sie darlegten, das sie sich genauso bemühen, historische Aufzeichnungen für ihr Volk zu erhalten, und aufzeigten, dass auch sie kulturelle und soziale Identität vorweisen können, sowie eine eigene „Regierung“ (Führerschaft) haben.
1993 erkannte das Bureau of Indian Affairs (BIA) an, dass die Brothertown Indians von der Bundesregierung unter Vorbehalt in Verträgen von 1831 und 1832 als ein souveräner Stamm anerkannt worden waren und in dem Erlass von 1839 Bürgerrecht und Landzuweisung in Wisconsin zugestanden worden waren. Das Rechtsbüro des Department of Interior bestätigte schriftlich, dass der Stamm der Brothertown Indian Nation die Möglichkeit habe beim BIA die bundesrechtliche Anerkennung zu beantragen, was der Stamm daraufhin auch unternahm. Hätte die Gewährung des Bürgerrechts von 1839 die Brothertown Indian Nation ihrer Bundesrechtlichen Anerkennung beraubt, so hätte es keine Möglichkeit für diesen Schritt gegeben (25 CFR sec. 83) und nur ein Erlass des Kongress hätte dem Stamm die Anerkennung wiedergewinnen können. Aufgrund dieser Nachrichten verbrachten die Brothertown Indians mehrere Jahre mit der Zusammenstellung der Daten, die für die Petition um bundesrechtliche Anerkennung notwendig waren und unterbreiteten 2005 eine detaillierte Petition.
2009 erhielten sie dann eine Ablahnung mit der Begründung, dass sie fünf der sieben Kriterien nicht erfüllten. Viel bedeutender war jedoch, dass das BIA sein Memo von 1993 neu überarbeitet und in einer Pressemitteilung verlautbarte, dass der Stamm 1839 durch den Congressional Act seinen bundesrechtlichen Status verloren habe:
Congress, in the act of 1839, brought federal recognition of the relationship with the Brothertown Indian tribe of Wisconsin to an end. By expressly denying the Brothertown of Wisconsin any federal recognition of a right to act as a tribal political entity, Congress has forbidden the federal government from acknowledging the Brothertown as a government and from having a government-to-government relationship with the Brothertown as an Indian tribe.
Im September 2012 wurde im abschließenden Bescheid der Tribal Status mit Bezug auf den Act of Congress von 1839 aberkannt. Nur der Kongress kann somit den Tribal Status wiederherstellen.
Das Brothertown Council und das Recognition/Restoration Committee haben einen Strategieplan ausgearbeitet um Lobbyarbeit von lokaler Ebene bis hin zum Kongress zu betreiben, um den Stammestatus wiederzuerlangen. Am 27. Dezember 2013 entschied sich die Stadt Brothertown dagegen, den Stamm zu unterstützen.

## Organisation
Eingetragene Mitglieder der Brothertown Indian Nation wählen Tribal Officers und das Stammes-Council tritt monatlich zusammen. Es gelang einen kleinen Teil des ehemaligen Reservates zurückzugewinnen und teilweise Selbst-Verwaltung in Wisconsin zu erwerben. Als individuelle Native Americans, können Mitglieder, die bestimmte bundesrechtliche Blood Quantum Rules (Blutsanteile) nachweisen können, verschiedene Privilegien wie bundesstaatliche Unterstützungen durch Stipendien. Das Fehlen der bundesrechtlichen Anerkennung verschließt den Zugang zu bestimmten Programmen.

## Kultur

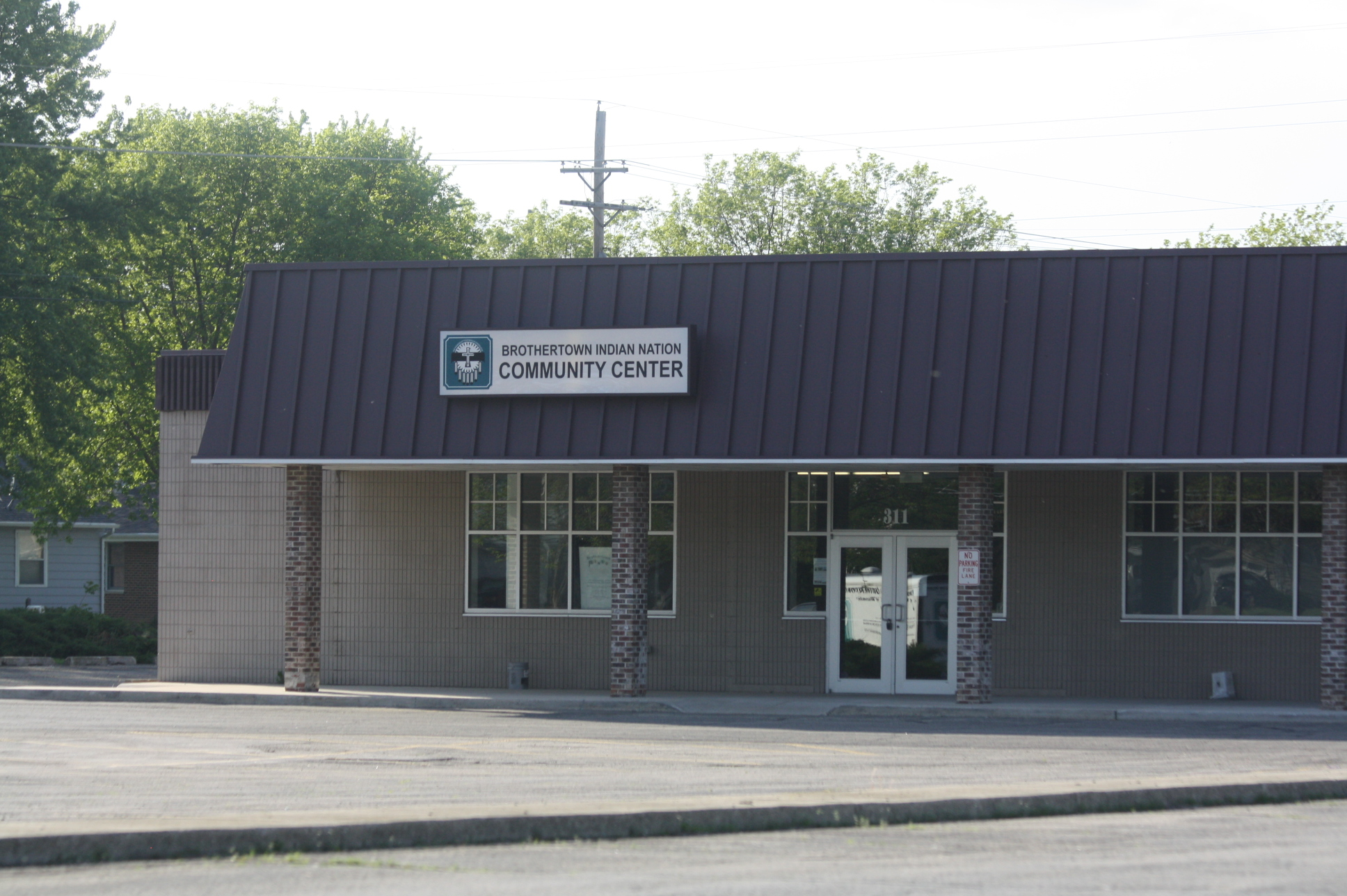
Community Center in Fond du Lac.

Die Brothertowner sind eine kulturell unterschiedene Indian Community mit der größten Ansammlung von Mitgliedern im Gebiet von Fond du Lac (Wisconsin). 1999 gehörten etwa 2400 Mitglieder zum Stamm. Die Stammes-Councilwoman Dr. Faith Ottery schätzt, dass 2013 ca. 4000 Mitglieder zum Stamm gehören. Etwa 1.800 davon leben in Wisconsin und 50 % innerhalb im Umkreis von 80 km um die ursprüngliche Reservation und ca. 80 % innerhalb eines Umkreis von 130 km. Einige Stammmitglieder besitzen noch Land innerhalb der ursprünglichen Reservationsgrenzen von 1842–45.
Der Stamm veranstaltet jährlich ein Picknick und ein „Homecoming“ im Oktober. Viel Stammesmitglieder wurden auf dem Union Cemetery in Brothertown und auf dem Quinney Cemetery an der alten Reservatsgrenze beigesetzt. Viele Brothertowner kehren jedes Jahr zu diesen Gräbern zurück um ihre Ahnen zu ehren und die Gräber zu pflegen. Der Stamm möchte mehr Land im ursprünglichen Reservatsgebiet erwerben und ein Museum einrichten.

### Archäologieprojekt
2007 unterstützte die Brothertown Indian Nation den Archäologen Craig Cipolla von der University of Pennsylvania bei einem Archäologischen Überblicksprojekt und bei Ausgrabungen an historischen Brothertown-Sites in Wisconsin. Das Ziel des Projekts ist es, Orte zu lokalisieren, kartographieren und zu untersuchen, die unter Schutz gestellt werden müssen.